# Ouratea longipes
Ouratea longipes är en tvåhjärtbladig växtart som beskrevs av C. Sastre. Ouratea longipes ingår i släktet Ouratea och familjen Ochnaceae. Inga underarter finns listade i Catalogue of Life.